# Ergebnisse der Kommunalwahlen in Dessau-Roßlau
In den folgenden Listen werden die Ergebnisse der Kommunalwahlen in Dessau-Roßlau aufgelistet. Es werden die Ergebnisse der Stadtratswahlen ab 1990 in Dessau, ab 1999 in Roßlau und 2007 in Dessau-Roßlau angegeben. Zudem werden im zweiten Teil die Ergebnisse der Ortsbeiratswahlen in Dessau und in Dessau-Roßlau angegeben.
Es werden nur diejenigen Parteien und Wählergruppen aufgelistet, die bei wenigstens einer Wahl mindestens zwei Prozent der gültigen Stimmen erhalten haben. Bei mehrmaligem Überschreiten dieser Grenze werden auch Ergebnisse ab einem Prozent aufgeführt. Das Feld der Partei, die bei der jeweiligen Wahl die meisten Stimmen bzw. Sitze erhalten hat, ist farblich gekennzeichnet.

## Parteien
- AfD: Alternative für Deutschland
- B’90/Grüne: Bündnis 90/Die Grünen → Grüne
- CDU: Christlich Demokratische Union Deutschlands
- DSU: Deutsche Soziale Union
- DVU: Deutsche Volksunion
- FDP: Freie Demokratische Partei
  - 1946: LDP
- Grüne: B’90/Grüne
- Linke: Die Linke
  - 1946: SED
  - bis 2004: PDS
  - 2007: Die Linkspartei/Partei des Demokratischen Sozialismus
- NF: Neues Forum (Forum)
- NPD: Nationaldemokratische Partei Deutschlands
- Off D: Offensive D
- PDS: Partei des Demokratischen Sozialismus → Linke
- SPD: Sozialdemokratische Partei Deutschlands

## Wählergruppen
- AFA: Antifaschistischer Ausschuss
- Alt: Alternative
- BdS: Bund der Selbständigen Dessau
- BL: Bürgerliste
- BLAZ: Bürgerliste Anhalt-Zerbst
- BLGK: Bürgerliste Großkühnau
- BVW: Bürgervereinigung Waldersee
- BVZ: Bürgervereinigung Zoberberg
- DEGK: Wählergemeinschaft Dorferneuerung Großkühnau
- FF: Freie Fraktion Dessau-Roßlau
- FW: Freie Wähler
- FWGK: Freie Wähler Großkühnau
- FWGM: Freie Wählergemeinschaft Mühlstedt
- FWKK: Freie Wähler Kleinkühnau
- FWM: Freie Wähler Mosigkau
- FWMS: Freie Wähler Mildensee
- FWS: Freie Wähler Sollnitz
- FWW: Freie Wähler Waldersee
- PK: Pro Kochstedt
- Pro DE: Pro Dessau
- Pro D-R: Pro Dessau-Roßlau
  - 2019: Pro Dessau
- Pro M: Pro Meinsdorf
- Pro W: Pro Waldersee
- RFL: Roßlauer Frauenliste
- RFLM: Roßlauer Frauenliste Meinsdorf
- WGSN: Wählergemeinschaft Streetz/Natho
- WG WfKK: Wählergemeinschaft – Wir für Kleinkühnau

## Abkürzung
- Ezb: Einzelbewerber
- Wbt: Wahlbeteiligung

## Stadtratswahlen

### Stadt Dessau-Roßlau
Stimmenanteile der Parteien in Prozent
| Jahr   | Wbt  | CDU  | Linke | SPD  | Pro D-R | Grüne | AfD  | FDP | BL  | NF  |
| ------ | ---- | ---- | ----- | ---- | ------- | ----- | ---- | --- | --- | --- |
| 120071 | 46,2 | 26,6 | 18,8  | 16,1 | 10,7    | 4,2   |      | 7,6 | 4,9 | 5,2 |
| 2014   | 46,9 | 28,3 | 21,3  | 14,1 | 9,9     | 6,5   | 5,9  | 4,5 | 3,8 | 3,7 |
| 220192 | 53,8 | 22,8 | 14,6  | 10,1 | 8,6     | 9,1   | 16,8 | 4,7 |     | 8,4 |

Sitzverteilung
| Jahr | Gesamt | CDU | Linke | SPD | Pro D-R | Grüne | AfD | FDP | BL | NF | FF | FW | DSU |
| ---- | ------ | --- | ----- | --- | ------- | ----- | --- | --- | -- | -- | -- | -- | --- |
| 2007 | 50     | 13  | 10    | 8   | 5       | 2     |     | 4   | 3  | 3  |    | 1  | 1   |
| 2014 | 50     | 14  | 11    | 7   | 5       | 3     | 3   | 2   | 2  | 2  |    |    |     |
| 2019 | 50     | 12  | 7     | 5   | 4       | 5     | 8   | 2   |    | 4  | 3  |    |     |

Fußnoten
1 2007: zusätzlich: FW: 2,3 %, DSU: 2,0 %

2 2019: zusätzlich: FF: 4,9 %

### Stadt Dessau
Stimmenanteile der Parteien in Prozent
| Jahr   | Wbt  | CDU1 | Linke | SPD  | Alt | FDP2 | Pro DE | Grüne | FW    | BdS | DSU |
| ------ | ---- | ---- | ----- | ---- | --- | ---- | ------ | ----- | ----- | --- | --- |
| 319903 | 72,1 | 32,0 | 10,9  | 21,1 |     | 20,9 |        | 4,0   |       |     | 2,2 |
| 1994   | 62,4 | 26,7 | 20,9  | 29,9 |     | 8,1  |        | 9,8   |       |     | 4,3 |
| 1999   | 44,2 | 30,6 | 20,2  | 29,0 |     | 7,2  |        | 3,8   | 3,2   | 2,9 | 2,4 |
| 2004   | 40,3 | 30,1 | 23,4  | 16,4 | 6,4 | 6,3  | 5,6    | 03,84 | 03,80 | 2,8 | 1,3 |

Sitzverteilung
| Jahr | Gesamt | CDU | Linke | SPD | Alt | FDP | Pro DE | Grüne | FW | BdS | DSU | NF | BVZ | BVW |
| ---- | ------ | --- | ----- | --- | --- | --- | ------ | ----- | -- | --- | --- | -- | --- | --- |
| 1990 | 70     | 22  | 8     | 15  |     | 15  |        | 3     |    |     | 2   | 3  | 1   | 1   |
| 1994 | 50     | 13  | 11    | 15  |     | 4   |        | 5     |    |     | 2   |    |     |     |
| 1999 | 50     | 15  | 10    | 15  |     | 4   |        | 2     | 2  | 1   | 1   |    |     |     |
| 2004 | 50     | 15  | 12    | 8   | 3   | 3   | 3      | 2     | 2  | 1   | 1   |    |     |     |

Fußnoten
1 CDU:
1990: CDU: 30,5 %, 21 Sitze; DA: 1,3 %, 1 Sitz; DBD: 0,2 %
ab 1994: CDU

2 FDP:
1990: FDP: 15,2 %, 11 Sitze, BFD: 5,7 %, 4 Sitze
ab 1994: FDP

3 1990: Stadtverordnetenversammlung; zusätzlich: NF: 4,4 %

### Stadt Roßlau (Elbe)
Stimmenanteile der Parteien in Prozent
| Jahr  | CDU  | SPD  | Linke1 | NF   | RFL  | FDP2 | Off D |
| ----- | ---- | ---- | ------ | ---- | ---- | ---- | ----- |
| 19463 | 13,3 |      | 51,3   |      |      | 34,7 |       |
|       |      |      |        |      |      |      |       |
| 19944 | 26,3 | 22,2 | 17,0   | 22,3 |      | 7,4  |       |
| 19995 | 33,2 | 22,4 | 18,0   | 14,5 |      | 5,5  |       |
| 2004  | 35,3 | 14,1 | 14,0   | 13,9 | 10,8 | 6,0  | 2,8   |

Sitzverteilung
| Jahr  | Gesamt | CDU | SPD | Linke1 | NF7 | RFL | DVU | DSU | FDP2 | BLAZ |
| ----- | ------ | --- | --- | ------ | --- | --- | --- | --- | ---- | ---- |
| 1946  | 30     | 4   |     | 16     |     |     |     |     | 10   |      |
|       |        |     |     |        |     |     |     |     |      |      |
| 1994  | 28     | 7   | 6   | 5      | 7   |     |     | 1   | 2    |      |
| 1999  | 28     | 9   | 6   | 5      | 4   |     | 1   |     | 2    | 1    |
| 20048 | 28     | 10  | 4   | 4      | 4   | 3   |     |     | 1    | 1    |

Fußnoten
1 Linke:
1946: SED

2 FDP:
1946: LDP

3 1946: zusätzlich: AFA: 0,7 %

4 1994: zusätzlich: DSU: 2,5 % und Ezb: 2,4 %

5 1999: zusätzlich: BLAZ: 2,7 % und DVU: 1,8 %

6 2004: zusätzlich: BLAZ: 3,1 %

7 1994: einschließlich des Einzelbewerber Günther Hinz, mit dem das NF eine gemeinsame Fraktion bildete.
8 2004: zusätzlich: Off D: 1 Sitz

## Ortschaftsratswahlen

### Brambach
Die fünf Einzelbewerber erhielten im Jahr 2007 insgesamt 87,4 % der gültigen Stimmen.
Stimmenanteile der Parteien in Prozent
| Jahr | CDU  |
| ---- | ---- |
| 2007 | 12,6 |
| 2014 |      |

Sitzverteilung
| Jahr | Gesamt | CDU | Ezb. |
| ---- | ------ | --- | ---- |
| 2007 | 5      | 1   | 4    |
| 2014 | 4      |     | 4    |

### Großkühnau
Ein Einzelbewerber erhielt im Jahr 2004 28,2 % der gültigen Stimmen.

Ein Einzelbewerber erhielt im Jahr 2007 18,4 % der gültigen Stimmen.
Stimmenanteile der Parteien in Prozent
| Jahr | BLGK | CDU  | DEGK | Linke | FWGK |
| ---- | ---- | ---- | ---- | ----- | ---- |
| 1999 |      |      | 62,9 |       | 27,1 |
| 2004 |      | 23,7 | 37,4 | 10,7  |      |
| 2007 | 72,7 | 8,9  |      |       |      |
| 2014 | 67,7 | 32,3 |      |       |      |

Sitzverteilung
| Jahr | Gesamt | BLGK | CDU | DEGK | FWGK | Ezb. |
| ---- | ------ | ---- | --- | ---- | ---- | ---- |
| 1999 | 3      |      |     | 2    | 1    |      |
| 2004 | 3      |      | 1   | 1    |      | 1    |
| 2007 | 5      |      |     | 4    |      | 1    |
| 2014 | 5      | 3    | 2   |      |      |      |

### Kleinkühnau
Stimmenanteile der Parteien in Prozent
| Jahr | WG WfKK | CDU  | BL   | FWKK | Linke | FDP |
| ---- | ------- | ---- | ---- | ---- | ----- | --- |
| 1999 |         | 58,4 |      | 11,2 | 25,2  | 5,2 |
| 2004 |         | 52,1 |      |      | 47,9  |     |
| 2007 | 67,7    | 25,9 |      | 6,4  |       |     |
| 2014 | 57,1    | 25,2 | 17,7 |      |       |     |

Sitzverteilung
| Jahr | Gesamt | WG WfKK | CDU | BL | Linke | FWKK |
| ---- | ------ | ------- | --- | -- | ----- | ---- |
| 1999 | 5      |         | 3   |    | 1     | 1    |
| 2004 | 5      |         | 3   |    | 2     |      |
| 2007 | 6      | 4       | 2   |    |       |      |
| 2014 | 6      | 4       | 1   | 1  |       |      |

### Kleutsch
Ein Einzelbewerber erhielt im Jahr 2000 42,8 % der gültigen Stimmen.

Ein Einzelbewerber erhielt im Jahr 2004 31,2 % der gültigen Stimmen.

Die beiden Einzelbewerber erhielten im Jahr 2007 insgesamt 49,3 % der gültigen Stimmen.
Stimmenanteile der Parteien in Prozent
| Jahr | CDU  | Linke |
| ---- | ---- | ----- |
| 2000 | 57,2 |       |
| 2004 | 52,6 | 16,2  |
| 2007 | 41,1 | 9,6   |
| 2014 | 83,2 | 16,8  |

Sitzverteilung
| Jahr   | Gesamt | CDU   | Linke | Ezb.  |
| ------ | ------ | ----- | ----- | ----- |
| 120001 | 2 (3)  | 1 (2) |       | 1     |
| 2004   | 3      | 2     |       | 1     |
| 220072 | 4 (5)  | 2     |       | 2 (3) |
| 2014   | 5      | 4     | 1     |       |

Fußnoten
1 2000: nur 2 statt 3 Sitze, da der Wahlvorschlag der CDU nur einen Bewerbernamen enthielt

2 2007: nur 4 statt 5 Sitze, da auf einen der beiden Einzelbewerber zwei Sitze entfielen

### Kochstedt
Stimmenanteile der Parteien in Prozent
| Jahr | PK   | Linke | CDU  | SPD  | FDP | DSU |
| ---- | ---- | ----- | ---- | ---- | --- | --- |
| 1999 | 40,8 | 13,9  |      | 36,2 |     | 9,2 |
| 2004 | 26,7 | 24,5  | 31,4 | 13,7 |     | 3,7 |
| 2007 | 44,7 | 21,3  | 16,7 | 14,1 | 3,1 |     |
| 2014 | 33,6 | 25,5  | 18,6 | 13,4 |     |     |

Sitzverteilung
| Jahr   | Gesamt | PK    | Linke | CDU | SPD | DSU | Ezb. |
| ------ | ------ | ----- | ----- | --- | --- | --- | ---- |
| 119991 | 6 (7)  | 2 (3) | 1     |     | 2   | 1   |      |
| 2004   | 7      | 2     | 2     | 2   | 1   |     |      |
| 2007   | 7      | 3     | 2     | 1   | 1   |     |      |
| 2014   | 7      | 2     | 2     | 1   | 1   |     | 1    |

Fußnote
1 1999: nur 6 statt 7 Sitze, da der Wahlvorschlag von PK nur zwei Bewerbernamen enthielt

### Meinsdorf
Die vier Einzelbewerber erhielten im Jahr 2007 insgesamt 33,2 % der Stimmen.

Die beiden Einzelbewerber erhielten im Jahr 2014 insgesamt 13,4 % der Stimmen.
Stimmenanteile der Parteien in Prozent
| Jahr | SPD  | Pro M | CDU  | NF   | FDP | Linke | RFLM |
| ---- | ---- | ----- | ---- | ---- | --- | ----- | ---- |
| 2007 | 11,3 |       | 25,6 | 10,9 | 5,9 | 9,2   | 4,0  |
| 2014 | 30,8 | 24,2  | 16,2 | 9,3  | 6,0 |       |      |

Sitzverteilung
| Jahr | Gesamt | SPD | Pro M | CDU | NF | Linke | Ezb. |
| ---- | ------ | --- | ----- | --- | -- | ----- | ---- |
| 2007 | 6      | 1   |       | 1   | 1  | 1     | 2    |
| 2014 | 5      | 1   | 1     | 1   | 1  |       | 1    |

### Mildensee
Ein Einzelbewerber erhielt im Jahr 2007 29,5 % der gültigen Stimmen.
Stimmenanteile der Parteien in Prozent
| Jahr | CDU  | SPD  | Linke | FDP | FWMS |
| ---- | ---- | ---- | ----- | --- | ---- |
| 1999 | 22,0 | 30,0 | 23,8  |     | 22,6 |
| 2004 | 18,7 | 31,1 | 13,8  |     | 36,4 |
| 2007 | 8,6  | 56,1 | 5,8   |     |      |
| 2014 | 48,0 | 36,5 | 12,4  | 3,1 |      |

Sitzverteilung
| Jahr   | Gesamt | CDU | SPD | Linke | FWMS  | Ezb.  |
| ------ | ------ | --- | --- | ----- | ----- | ----- |
| 119991 | 5 (6)  | 1   | 2   | 1 (2) | 1     |       |
| 220042 | 5 (6)  | 1   | 2   | 1     | 1 (2) |       |
| 320073 | 5 (6)  |     | 4   |       |       | 1 (2) |
| 2014   | 6      | 3   | 2   | 1     |       |       |

Fußnoten
1 1999: nur 5 statt 6 Sitze, da die Liste der Linken (damals PDS) nur einen Bewerbernamen enthielt

2 2004: nur 5 statt 6 Sitze, da die Liste der FWM nur einen Bewerbernamen enthielt

3 2007: nur 5 statt 6 Sitze, da der Einzelbewerber 2 Sitze errang, sodass somit ein Sitz unbesetzt bleibt

### Mosigkau
Stimmenanteile der Parteien in Prozent
| Jahr | FWM  | Linke | FDP  | CDU  | SPD  | DSU |
| ---- | ---- | ----- | ---- | ---- | ---- | --- |
| 1999 | 39,1 | 21,3  |      | 32,0 |      | 7,6 |
| 2004 | 34,1 | 12,0  |      | 33,5 | 20,4 |     |
| 2007 | 61,5 | 26,9  | 11,6 |      |      |     |
| 2014 | 58,1 | 19,7  | 12,0 |      |      |     |

Sitzverteilung
| Jahr   | Gesamt | FWM   | Linke | FDP | CDU   | SPD | DSU |
| ------ | ------ | ----- | ----- | --- | ----- | --- | --- |
| 119991 | 5 (6)  | 2     | 1     |     | 1 (2) |     | 1   |
| 220042 | 5 (6)  | 1 (2) | 1     |     | 2     | 1   |     |
| 320073 | 5 (6)  | 3 (4) | 1     | 1   |       |     |     |
| 2014   | 6      | 4     | 1     | 1   |       |     |     |

Fußnoten
1 1999: nur 5 statt 6 Sitze, da der Wahlvorschlag der CDU nur einen Bewerbernamen enthielt

2 2004: nur 5 statt 6 Sitze, da der Wahlvorschlag der FWM nur einen Bewerbernamen enthielt

3 2009: nur 5 statt 6 Sitze, da der Wahlvorschlag der FWM nur drei Bewerbernamen enthielt

### Mühlstedt
Stimmenanteile der Parteien in Prozent
| Jahr | FWGM |
| ---- | ---- |
| 2007 | 100  |
| 2014 | 100  |

Sitzverteilung
| Jahr | Gesamt | FWGM |
| ---- | ------ | ---- |
| 2007 | 7      | 7    |
| 2014 | 7      | 7    |

### Rodleben
Die drei Einzelbewerber erhielten im Jahr 2007 insgesamt 12,2 % der gültigen Stimmen.

Ein Einzelbewerber erhielt im Jahr 2014 12,0 % der gültigen Stimmen.
Stimmenanteile der Parteien in Prozent
| Jahr | CDU  | SPD  | Linke |
| ---- | ---- | ---- | ----- |
| 2007 | 63,6 | 9,7  | 14,5  |
| 2014 | 63,0 | 14,3 | 10,7  |

Sitzverteilung
| Jahr | Gesamt | CDU | SPD | Linke | Ezb. |
| ---- | ------ | --- | --- | ----- | ---- |
| 2007 | 9      | 6   | 1   | 1     | 1    |
| 2014 | 9      | 6   | 1   | 1     | 1    |

### Roßlau
Stimmenanteile der Parteien in Prozent
| Jahr | CDU  | NF   | SPD  | Linke | NPD | FDP | RFL |
| ---- | ---- | ---- | ---- | ----- | --- | --- | --- |
| 2007 | 39,2 | 24,0 | 11,7 | 13,5  |     | 4,0 | 7,7 |
| 2014 | 36,5 | 21,5 | 19,5 | 15,7  | 4,4 | 2,4 |     |
| 2019 | 27,3 | 32,3 | 11,2 | 9,7   |     |     |     |

Sitzverteilung
| Jahr | Gesamt | CDU | NF | SPD | Linke | Grüne | NPD | RFL | FDP |
| ---- | ------ | --- | -- | --- | ----- | ----- | --- | --- | --- |
| 2007 | 13     | 5   | 3  | 1   | 2     |       |     | 1   | 1   |
| 2014 | 13     | 5   | 3  | 2   | 2     |       | 1   |     |     |
| 2019 | 11     | 3   | 4  | 1   | 1     | 1     | 1   |     |     |

### Sollnitz
Im Jahr 2014 kandidierten fünf Einzelbewerber.
Stimmenanteile der Parteien in Prozent
| Jahr | FWS  | CDU  | DSU |
| ---- | ---- | ---- | --- |
| 1999 | 96,2 |      | 3,8 |
| 2004 | 78,0 | 22,0 |     |
| 2007 | 88,6 | 11,4 |     |
| 2014 |      |      |     |

Sitzverteilung
| Jahr | Gesamt | FWS | CDU | Ezb. |
| ---- | ------ | --- | --- | ---- |
| 1999 | 3      | 3   |     |      |
| 2004 | 3      | 2   | 1   |      |
| 2007 | 5      | 4   | 1   |      |
| 2014 | 4      |     |     | 4    |

### Streetz/Natho
Die vier Einzelbewerber erhielten im Jahr 2007 insgesamt 49,2 % der gültigen Stimmen.
Stimmenanteile der Parteien in Prozent
| Jahr | WGSN | NF   | CDU  |
| ---- | ---- | ---- | ---- |
| 2007 |      | 30,1 | 20,7 |
| 2014 | 51,9 | 48,1 |      |

Sitzverteilung
| Jahr   | Gesamt | WGSN  | NF | CDU | Ezb.  |
| ------ | ------ | ----- | -- | --- | ----- |
| 120071 | 7 (9)  | 1 (2) |    | 2   | 4 (5) |
| 2014   | 9      | 5     | 4  |     |       |

Fußnote
1 2007: nur 7 statt 9 Sitze, da der Wahlvorschlag des NF nur einen Bewerbernamen enthielt und da auf einen der vier Einzelbewerber zwei Sitze entfielen

### Waldersee
Zwei Einzelbewerber erhielten im Jahr 1999 zusammen 8,5 % der gültigen Stimmen.

Ein Einzelbewerber erhielt im Jahr 2004 3,9 % der gültigen Stimmen.
Stimmenanteile der Parteien in Prozent
| Jahr | CDU  | Linke | Pro W | FDP | SPD  | FWW  |
| ---- | ---- | ----- | ----- | --- | ---- | ---- |
| 1999 | 49,7 |       |       |     | 21,2 | 20,7 |
| 2004 | 77,5 | 12,8  |       |     | 5,8  |      |
| 2007 | 81,3 | 12,6  |       | 6,2 |      |      |
| 2014 | 78,7 | 13,8  | 7,6   |     |      |      |

Sitzverteilung
| Jahr | Gesamt | CDU | Linke | Pro W | SPD | FWW |
| ---- | ------ | --- | ----- | ----- | --- | --- |
| 1999 | 7      | 4   |       |       | 2   | 1   |
| 2004 | 7      | 6   | 1     |       |     |     |
| 2007 | 7      | 6   | 1     |       |     |     |
| 2014 | 7      | 5   | 1     | 1     |     |     |